# Brookvale (Nouvelle-Galles du Sud)
Pour les articles homonymes, voir Brookvale.

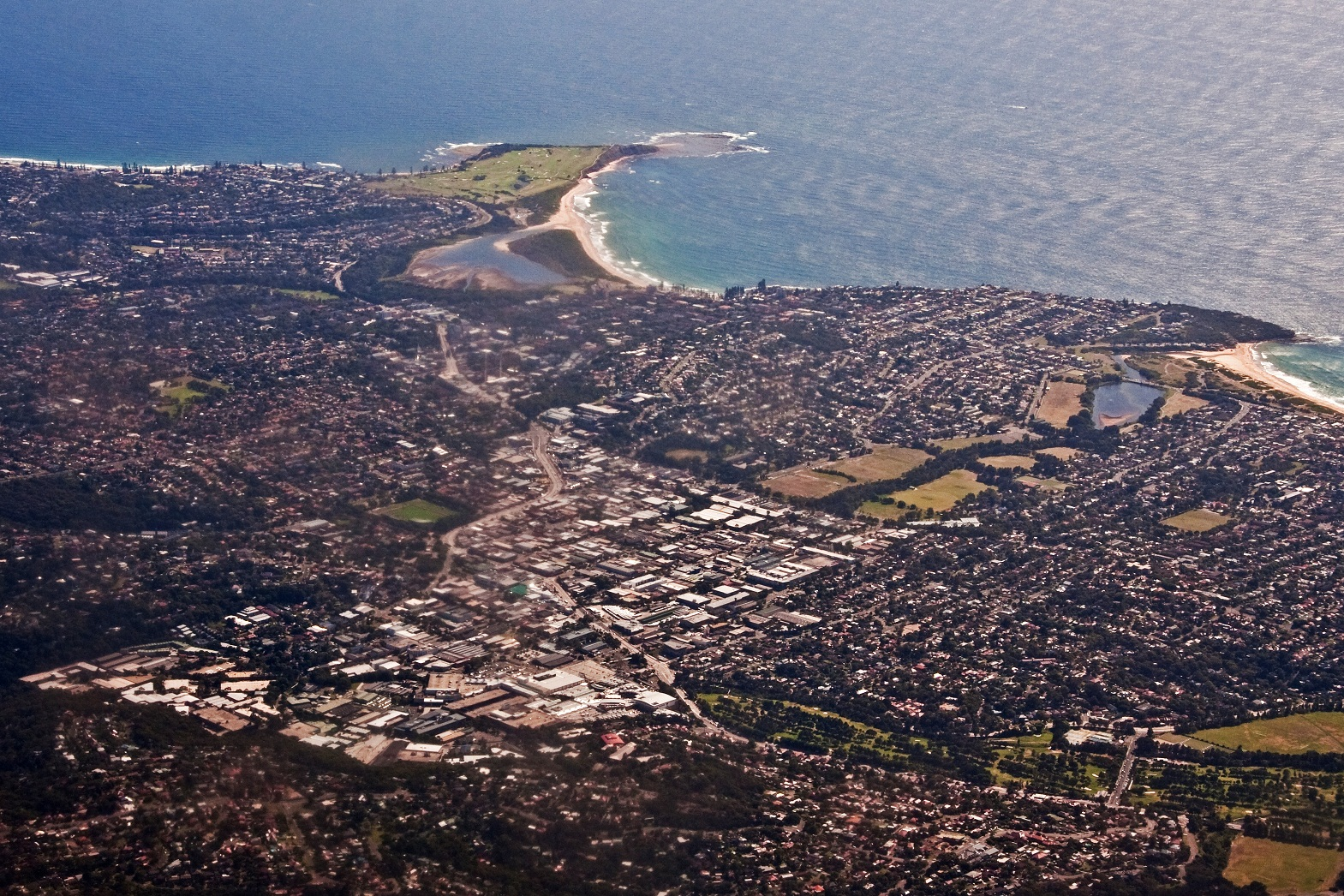

Brookvale est une banlieue nord de Sydney dans l'État de Nouvelle-Galles du Sud en Australie. Brookvale est à 16 kilomètres au nord-est du quartier central des affaires de Sydney. Elle fait partie du Conseil de Warringah et elle fait partie de la région de Northern Beaches. Au recensement de 2011, Brookvale avait une population de 2 589 habitants.

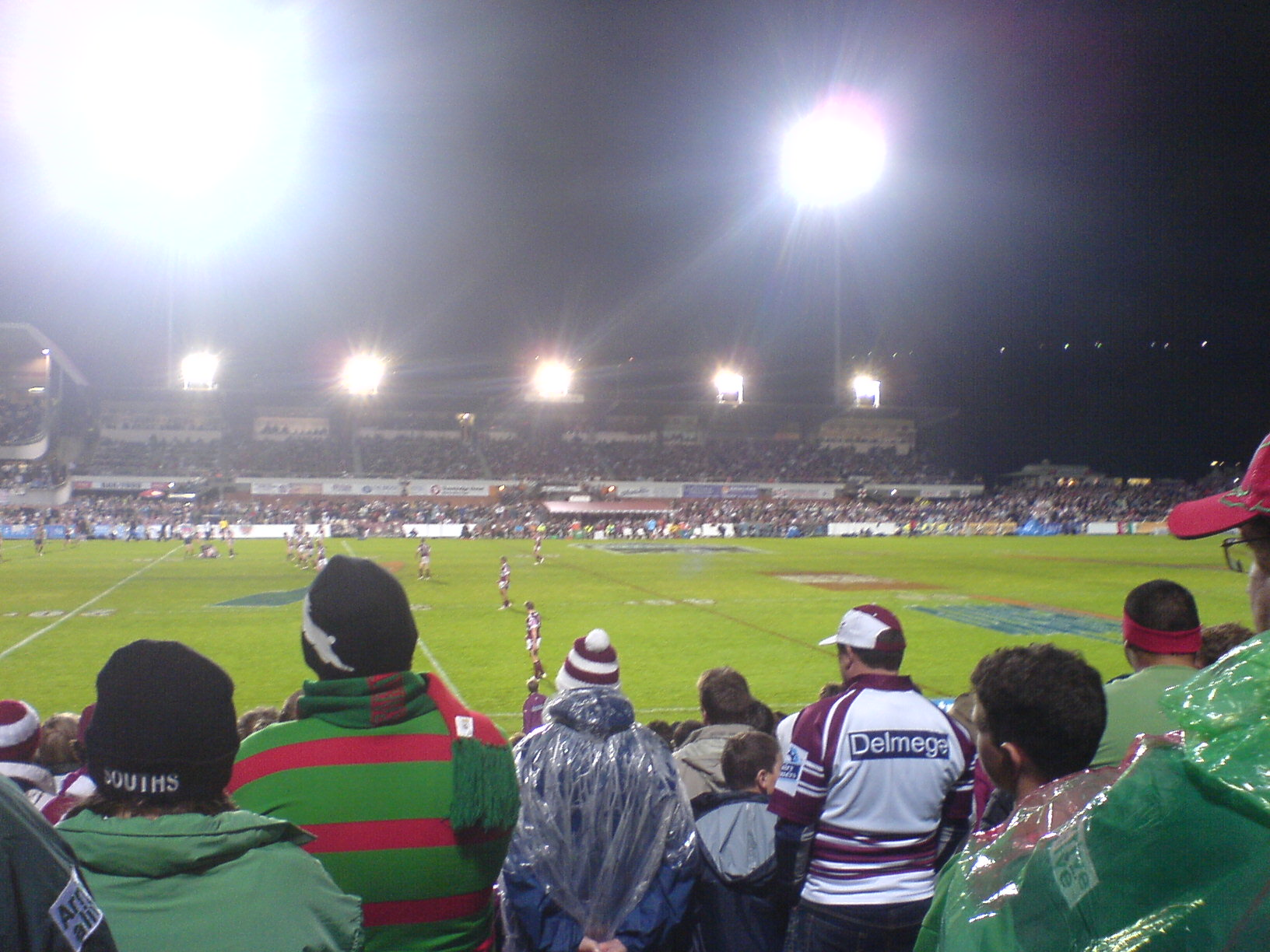